# Tyler Glasnow
Tyler Allen Glasnow (23 de agosto de 1993) es un lanzador estadounidense de béisbol profesional que juega para Los Angeles Dodgers de las Grandes Ligas. Anteriormente jugó para los Piratas de Pittsburgh y los Rays de Tampa Bay. 
Glasnow hizo su debut en la MLB con los Piratas en 2016 y fue traspasado a los Rays durante la temporada 2018. Después de seis temporadas con los Rays, fue traspasado a Los Angeles Dodgers después de la temporada 2023 y fue nombrado al Juego de Estrellas de las Grandes Ligas de Béisbol en 2024.

## Primeros años de vida
Glasnow nació el 23 de agosto de 1993 en Santa Clarita, California.  Proviene de una familia atlética: su padre Greg nadaba y jugaba waterpolo, su madre Donna es una gimnasta retirada que pasó a ser entrenadora de Cal State Northridge, y su hermano mayor Ted fue decatleta de Notre Dame Fighting Irish. Greg y Donna han sido minoristas de madera dura en el Valle de Santa Clarita desde 1979.  Glasnow asistió a la escuela secundaria William S. Hart en Santa Clarita, la alma mater de otros lanzadores de las Grandes Ligas de Béisbol (MLB) como James Shields, Trevor Bauer y Mike Montgomery.

## Carrera profesional
Glasnow asistió a la escuela secundaria William S. Hart en Santa Clarita, California.  Se comprometió a jugar béisbol universitario para la Universidad de Portland. Los Piratas de Pittsburgh seleccionaron a Glasnow en la quinta ronda del draft de las Grandes Ligas de Béisbol de 2011.  Glasnow firmó con los Piratas por un bono de firma de $600,000.
Glasnow hizo su debut profesional en 2012 para los Gulf Coast Pirates de la Liga de la Costa del Golfo de nivel novato en 2012, donde tuvo un récord de 0-3 con una efectividad de 2.10 en 11 juegos (diez aperturas), y también inició un juego para los State College Spikes de la Clase A-Short Season New York-Penn League.  En 2013, jugó para el West Virginia Power de la Clase A South Atlantic League.  Comenzó 24 juegos y terminó la temporada con un récord de 9-3, una efectividad de 2.18 y 164 ponches en 111.1 entradas. Sus 164 ponches fueron la mayor cantidad en una sola temporada en la historia de la franquicia Power, superando los 134 de Will Inman en 2006. 
Glasnow jugó para los Bradenton Marauders de la Clase A-Avanzada de la Florida State League en 2014. En 23 aperturas para Bradenton, compiló un récord de 12-5 y una efectividad de 1.74.  Después de comenzar la temporada 2015 con los Altoona Curve de la Clase AA Eastern League, se torció el tobillo el 6 de mayo e hizo su regreso el 19 de junio con los West Virginia Black Bears de la New York-Penn League. Después de dos aperturas con West Virginia, Glasnow regresó a Altoona. A fines de julio, los Piratas promovieron a Glasnow a los Indianapolis Indians de la Clase AAA International League. Los Piratas consideraron promover a Glasnow a las ligas mayores en 2015, pero decidieron no hacerlo. En 22 aperturas entre los tres clubes, Glasnow tuvo marca de 7-5 con una efectividad de 2.39 y 136 ponches en 109.1 entradas.  Después de la temporada 2015, los Piratas agregaron a Glasnow a su roster de 40 hombres.  Comenzó la temporada 2016 con Indianápolis y tuvo una efectividad de 1.87 y 133 ponches en 110+2 ⁄ 3 entradas lanzadas en 20 juegos iniciados.
Los Piratas promovieron a Glasnow para hacer su debut en las Grandes Ligas el 7 de julio de 2016. Lanzó 5+1 ⁄ 3 entradas en su debut en las Grandes Ligas, permitiendo cuatro carreras con tres hits y dos bases por bolas. Su primer ponche en la MLB fue a Aledmys Díaz de los Cardenales de San Luis. En su segunda apertura, abandonó el juego después de tres entradas por una lesión en el hombro. Regresó al roster activo en septiembre como lanzador de relevo  y no inició otro juego hasta el 25 de septiembre. En 23+En 1 ⁄ 3 entradas lanzadas para Pittsburgh en 2016, Glasnow tuvo marca de 0-2 con una efectividad de 4.24.

#### Glasnow con los Piratas en 2017

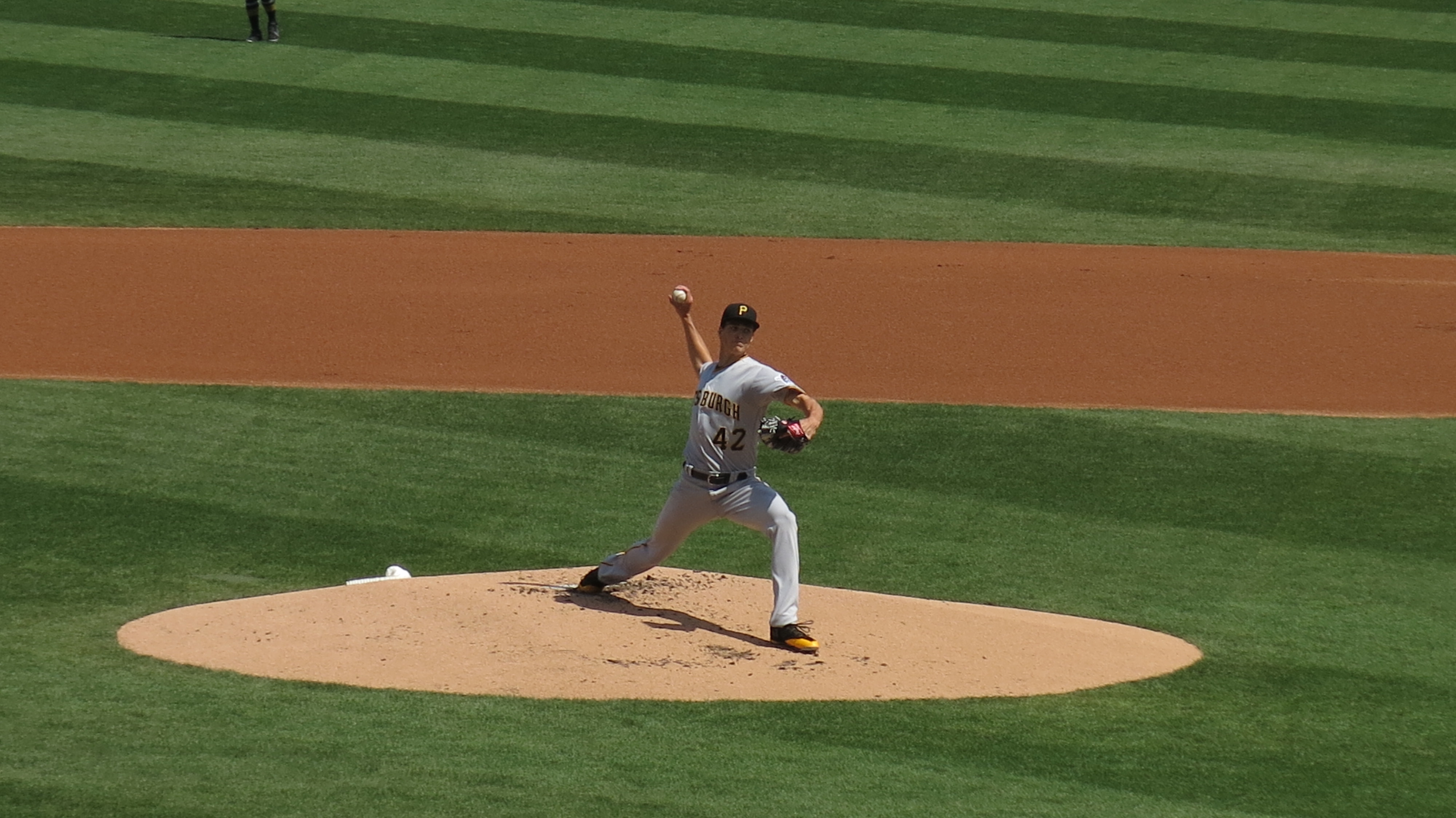
Tyler Glasnow el 15 de abril de 2017 con los Pittsburgh Pirates

Glasnow comenzó 2017 en la rotación abridora de Pittsburgh.  En su primera apertura de 2017, tuvo problemas con su control, permitiendo cinco carreras en cuatro hits y cinco bases por bolas en 1+2 ⁄ 3 entradas lanzadas. Glasnow fue enviado a Indianápolis en junio después de compilar una efectividad de 7.45 y un WHIP de 1.91 en 12 aperturas.
Pasó el resto de la temporada con Indianápolis, donde tuvo marca de 9-2 con una efectividad de 1.93 en 15 aperturas, antes de regresar a Pittsburgh durante las convocatorias de septiembre. En 15 juegos para los Piratas, compiló un récord de 2-7, una efectividad de 7.69 y un WHIP de 2.012. Durante el entrenamiento de primavera en 2018, los Piratas decidieron que Glasnow comenzaría la temporada 2018 como lanzador de relevo y apareció en 34 juegos con una efectividad de 4.34 en 56 entradas.
El 31 de julio de 2018, Glasnow fue traspasado a los Tampa Bay Rays, por Chris Archer.  Inmediatamente fue insertado en su rotación titular. En sus 11 aperturas con Tampa Bay, Glasnow registró un promedio de carreras limpias de 4.20, registrando 64 ponches en 55+2 ⁄ 3 entradas.
Después de comenzar la temporada 2019 con un récord de 5-0 y una efectividad de 1.75, Glasnow fue nombrado Lanzador del Mes de la Liga Americana en abril.  Se lastimó el brazo contra los Yankees el 10 de mayo, lo que lo mantuvo en la lista de lesionados hasta septiembre. Regresó para hacer cuatro aperturas, ninguna de ellas duró más de cinco entradas.  Terminó la temporada 2019 con un récord de 6-1 y una efectividad de 1.78 en 60+2 ⁄ 3 entradas. Glasnow inició dos juegos en la Serie de campeonato de la Liga Americana contra los Astros de Houston, perdiendo ambos.
En la temporada 2020 acortada por la pandemia, Glasnow tuvo marca de 5-1 con efectividad de 4.08 en 11 aperturas.  En la postemporada, Glasnow inició el juego decisivo tanto en la ronda de comodines contra los Toronto Blue Jays como en la Serie Divisional contra los New York Yankees. En el Juego 5 de la ALDS, inició el juego con dos días de descanso. Este fue el segundo año consecutivo en que Glasnow inició el quinto juego de la ALDS para los Rays; en ambas ocasiones se enfrentó a su excompañero de equipo Gerrit Cole. Glasnow se convirtió en el segundo lanzador desde 1980 en iniciar un juego con dos días de descanso.  Comenzó dos juegos de la Serie Mundial contra los Dodgers de Los Ángeles, perdiendo ambos juegos y permitiendo 10 carreras limpias en 9+1 ⁄ 3 entradas.
Glasnow comenzó la temporada 2021 haciendo 14 aperturas, con un récord de 5-2 y una efectividad de 2.66.  Sin embargo, el 15 de junio le diagnosticaron desgarros parciales en el ligamento colateral cubital y una distensión del flexor del codo derecho, que atribuyó a que ajustó su rutina como resultado de los recientes cambios en las reglas de las Grandes Ligas de Béisbol.Después de un intento fallido de rehabilitar la lesión, se reveló que necesitaba una cirugía Tommy John. Esto hizo que se perdiera el resto de 2021 y la mayor parte de 2022 también.
El 22 de agosto de 2022, los Rays y Glasnow acordaron una extensión de contrato hasta la temporada 2024, que le pagaría $ 5.35 millones en 2023 y $ 25 millones en 2024.  El 28 de septiembre, fue activado de la lista de lesionados e hizo su debut en la temporada 2022 contra los Cleveland Guardians esa noche, lanzando tres entradas con tres ponches y permitiendo una carrera limpia.  Después de una apertura más en la temporada regular, Glasnow fue nombrado lanzador abridor de los Rays en el Juego 2 de la Serie de Comodines de la Liga Americana entre los Rays y los Guardians; permitió dos hits y registró cinco ponches en cinco entradas sin anotaciones.
El 28 de febrero de 2023, se anunció que Glasnow se perdería el comienzo de la temporada 2023 debido a una distensión de grado 2 en su oblicuo izquierdo.  Se reincorporo a la rotación el 27 de mayo  e hizo 21 aperturas en 2023, con un récord de 10-7 y una efectividad de 3.53.  También inició el primer juego de la Serie de Comodines contra los Rangers de Texas, llevándose la derrota mientras permitía tres carreras limpias en cinco entradas.
El 16 de diciembre de 2023, los Rays cambiaron a Glasnow y Manuel Margot a Los Angeles Dodgers a cambio de Ryan Pepiot y Jonny DeLuca. Además, Glasnow acordó una extensión de contrato de cinco años por $136.5 millones, que también incluía opciones del club y del jugador para la temporada 2028. Glasnow fue seleccionado para comenzar con los Dodgers en el primer partido de la Serie de Seúl de las Grandes Ligas de Béisbol contra los Padres de San Diego en Corea del Sur.  El 28 de marzo, obtuvo su primera victoria como Dodger contra los Cardenales de San Luis.  El 9 de abril, lanzó siete entradas sin anotaciones e igualó su récord personal con 14 ponches contra los Mellizos de Minnesota.  También se convirtió en el primer lanzador en ponchar a 14 o más bateadores en un juego mientras lanzaba menos de 90 lanzamientos desde que comenzaron a rastrear lanzamientos en 1988.  Glasnow fue seleccionado para su primer juego de estrellas en 2024.  Tuvo máximos de su carrera en aperturas (22), entradas lanzadas (134) y ponches (168) mientras producía un récord de 9-6 y una efectividad de 3.49.  Sin embargo, no lanzó después del 11 de agosto debido a una distensión en el codo que terminó prematuramente su temporada.

## Vida personal
Nativo del Sur de California, Glasnow creció siendo fanático de los Dodgers. Solía asistir a los juegos de los Dodgers cuando era niño con sus amigos y familiares. Sus Dodgers favoritos eran el lanzador abridor Clayton Kershaw y el jardinero Shawn Green.  Glasnow es fanático de la música hip hop y tiene dos tatuajes con temas musicales. En el interior de su labio inferior, tiene tatuadas las palabras "No Juice", una referencia a la canción "No Juice" de Lil Boosie. Solía tener un tatuaje del artista de rap Ol' Dirty Bastard en la planta de su pie derecho, pero la imagen se ha desvanecido.  Actualmente está en una relación con Meghan Murphy, a quien conoció en 2021 en un juego de los Tampa Bay Rays . 